# Soukhoï KR-860
Le Soukhoï  KR-860 était un projet d'avion de ligne de type gros porteur du constructeur Soukhoï qui devait faire son premier vol dans les années 1990.

## Développement
La conception de l'avion devrait un poids maximum d’environ 650 tonnes, une charge utile d’environ 300 tonnes, le pont principal ayant 12 places assises et trois allées, tandis que le pont supérieur comportait 9 places assises avec deux allées. Il devait transporter 860 à 1 000 passagers. L'entrée se ferait par les portes conventionnelles du fuselage ou par les escalators ventraux avant et arrière. La conception de l'aile comportait des winglets et un repli du moteur extérieur. À titre de comparaison, l’Antonov An-225 a un poids maximal de 600 tonnes et une charge utile de 250 tonnes. Une maquette à l'échelle 1/24 a été montrée,, en 1999 au salon du Bourget.
S'il avait été construit, l'avion aurait été l'avion de ligne le plus grand, le plus large et le plus lourd du monde. Le concept de l'avion a débuté dans les années 1990 avec un coût prévisionnel du programme de 10 milliards de dollars US (les premiers chiffres publiés étaient de 4 à 5,5 milliards de dollars EU) et prévoyait la construction du premier avion avant 2000. Avec un prix estimé par unité d'environ Entre 160 et 200 millions de dollars (une estimation publiée précédemment était de 150 millions de dollars), le marché était prévu pour un total de 300 avions, la production étant prévue pour les installations de la Kazan Aircraft Production Association (en). Initialement conçue pour le transport de passagers, une version KR-860T (T signifie Tanker) a ensuite été proposée pour une utilisation en tant que pétrolier aérien de gaz naturel liquéfié (GNL) pour les régions lointaines. Tirant parti de la présence de GNL dans les avions, la conception proposée consistait à utiliser du GNL pour alimenter les turbines, plutôt que le carburéacteur classique, comme sur le  Tupolev Tu-206.